# 楊德 (天順進士)
楊德（1433年—？），字務本，河南歸德州夏邑縣人，明朝政治人物。

## 生平
景泰四年（1453年）舉癸酉科河南鄉試第五十名。天順四年（1460年）庚辰科進士。官至按察司副使。

## 家族
曾祖父楊聚。祖父楊仲友。父楊威，曾任教授。
有孫楊應奇，嘉靖進士。